# Banagher Old Church

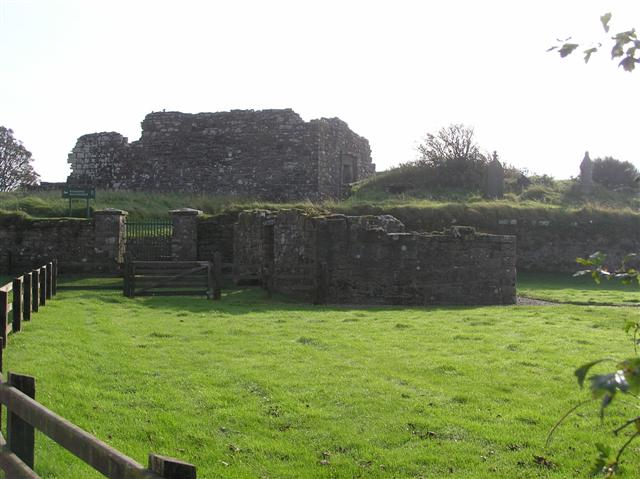
Banager Old Church

Banagher Old Church (irisch Beannchar) ist die Ruine eines Kirchenschiffs aus dem frühen 12. Jahrhundert in Dungiven (irisch Dún Geimhin) im County Londonderry in Nordirland. Banagher Old Church steht auf einem eiszeitlichen Drumlin, von dem ein Großteil der Sande und Kiese abgebaut wurde.
Das 12. Jahrhundert brachte architektonisch die Änderung von den kleinen einfachen vorromanischen Steinkirchen zu den frühgotischen Kirchen, die am Ende des Jahrhunderts in der europäischen Hauptströmung liegen. Es wird vermutet, dass die Kirche im späten 11. oder frühen 12. Jahrhundert gegründet wurde, möglicherweise durch die Mac Loughlainn Könige. Sie wird im Jahre 1121 erstmals erwähnt. Wie eine zeitgenössische Befragung feststellte, war sie bereits 1622 zerstört. In den 1730er Jahren schnitt jemand die Worte: „Diese Kirche wurde im Jahr ihr Gottes 474 gebaut“ in das Innere des Eingangs.
Hauptmerkmal ist die Westtür mit einem schweren Sturz und kreuzförmig ausgenommenen Seitenpfosten. Ein anderer bemerkenswerter Teil des Kirchenschiffs ist das kleine Südfenster, das feine Handwerkskunst zeigt. Es wurde im romanisch/gotischen Hybridstil erstellt, der besonders zwischen 1210 und 1225 gepflegt wurde.
Neben der Kirche steht das Mortuary House von Banagher, ein relativ gut erhaltenes hausförmiges Gebäude, im Aufbau ähnlich dem Mortuary House von Bovevagh. Traditionell wird gesagt, dass es die sterblichen Überreste des Heiligen Muiredach O’Heney enthalte.
Das Kirchenschiff von Dungiven in der Nähe hat ein identisches Fenster und muss von ähnlichem Datum sein.